# The少年俱樂部
《The少年俱樂部》為日本NHK BS Premium於2000年4月9日至2024年3月8日播出的音樂綜藝節目。2020年4月以後，除了在NHK BS Premium和NHK綜合台播出外，也在NHK World Premium播出。另外，《The少年俱樂部Premium》於2006年4月23日至2024年3月15日播出。
節目名稱於2024年1月起更名為。The少年俱樂部Premium更名為

## 播出時間
| 放送日期               | 放送時間（UTC+9）                    |
| ---------------------- | ------------------------------------ |
| 2010年04月－2011年03月 | 每週星期五 18:00 - 18:50（約50分鐘） |
| 2011年04月－2012年03月 | 每週星期五 18:00 - 18:45（約45分鐘） |
| 2012年04月－2013年03月 | 每週星期三 20:00 - 20:44（約44分鐘） |
| 2013年04月－2017年03月 | 每週星期三 20:00 - 20:59（約59分鐘） |
| 2017年04月－迄今       | 每週星期五 18:00 - 18:59（約59分鐘） |

## 出演人員
以小傑尼斯、傑尼斯為主。
| 時間                           | 主持人               |
| ------------------------------ | -------------------- |
| 2006年04月09日－2011年03月24日 | 中丸雄一、小山慶一郎 |
| 2011年04月08日－2014年03月26日 | Hey! Say! JUMP       |
| 2014年04月02日－2018年03月30日 | 河合郁人             |
| 2014年04月02日－2018年03月30日 | 桐山照史             |
| 2018年04月06日－迄今           | 髙橋優斗、岩﨑大昇   |

## The少年俱樂部Premium
《The少年俱樂部Premium》為日本NHK BS Premium於2006年4月23日至2024年3月15日播出的音樂綜藝節目。2023年11月24日起節目名稱更改為。

### 播出時間
| 放送日期               | 放送時間（UTC+9）                           |
| ---------------------- | ------------------------------------------- |
| 2017年04月－2024年03月 | 每月第三個 星期五 18:00 - 18:59（約59分鐘） |

### 出演人員
以傑尼斯為主。
| 時間                   | 主持人           |
| ---------------------- | ---------------- |
| 2006年04月－2014年03月 | 国分太一         |
| 2014年04月－2016年03月 | KAT-TUN          |
| 2016年04月－2019年03月 | NEWS             |
| 2019年04月－2023年03月 | Kis-My-Ft2       |
| 2023年04月－2024年03月 | 永瀨廉・高橋海人 |

## 外部連結
- ザ少年倶楽部 （页面存档备份，存于）（日語）
- ザ少年倶楽部プレミアム （页面存档备份，存于）（日語）
- ザ少年倶楽部 - NHK放送史（日本放送协会）（日語）

- サンデーヤングミュージック - NHK放送史（日本放送协会）（日語）